# Heiner Bauschert

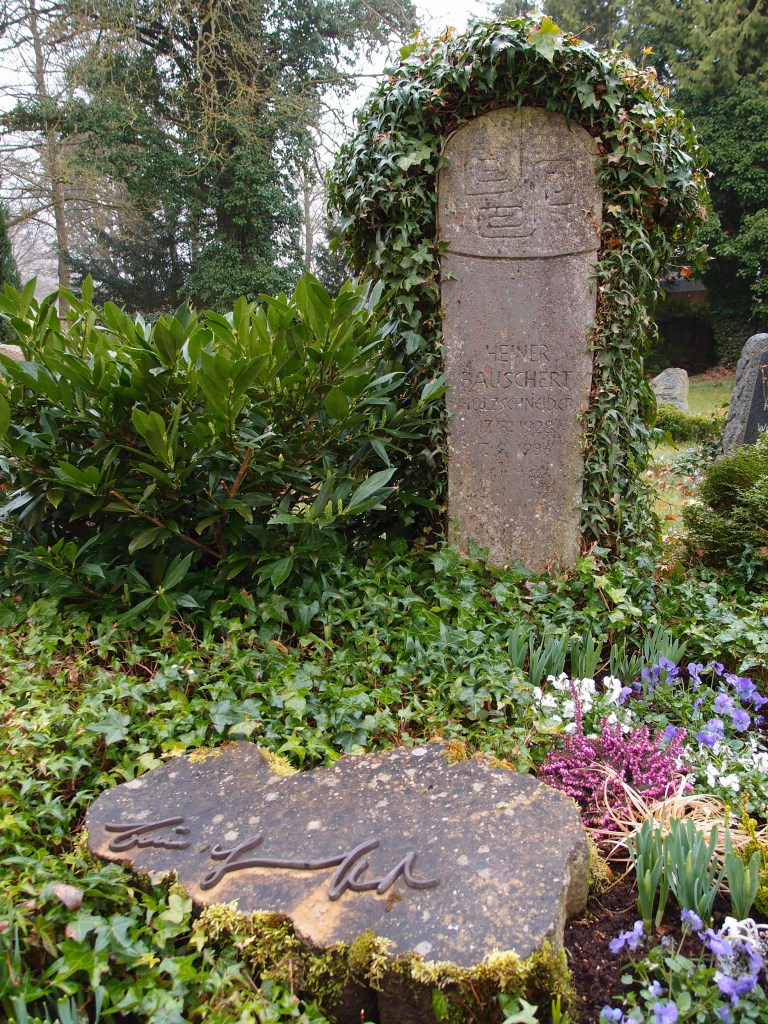
Grab von Heiner Bauschert auf dem Dorffriedhof in Tübingen-Kilchberg

Heiner Bauschert (* 17. August 1928 in Tübingen; † 7. September 1986 in Tübingen) war ein deutscher Holzschneider der Klassischen Moderne.

## Leben
1945 besuchte er die Private Kunstschule Hugo Lange in Tübingen, bevor er von 1947 bis 1950 an der Akademie der Bildenden Künste in Karlsruhe studierte, wo er Schüler der Professoren Wilhelm Schnarrenberger (Malklasse), Karl Hubbuch (Zeichenklasse) und Erich Heckel (Lithografie) war. 1950 erhielt er ein Stipendium des Amerikahauses in Karlsruhe. In dieser Zeit entstanden seine ersten Holzschnitte. Zudem wurde er wissenschaftlicher Zeichner am Zoologischen Institut der Universität Tübingen und leitete einige Zeichenkurse an der VHS Tübingen.
1955 reiste er mit einem Stipendium des Regierungspräsidiums Südwürttemberg-Hohenzollern nach Paris. In den folgenden Jahren hatte er mehrere Einzel- und Gruppenausstellungen, hauptsächlich in Deutschland, aber auch im Ausland (Porto Alegre, Rio Grande do Sul, São Paulo und Washington D.C.). Ab 1966 reiste er auch viel durch die mediterranen Länder, wo ein großer Teil seiner Werke entstand.
Heiner Bauschert war zwei Mal verheiratet, ab 1951 mit Ruth Schlotterbeck und ab 1970 mit Marianne Engel.
Seit dem Tod von Frau Bauschert-Engel am 25. Januar 2018 ist der Sohn des Künstlers, Thomas Bauschert, gemäß den testamentarischen Verfügungen als Erbe des künstlerischen Nachlasses bestimmt worden. Dies betrifft sowohl die Kunstgegenstände als auch das Urheberrecht Heiner Bauscherts.